# Veľké Kostoľany
Veľké Kostoľany é um município da Eslováquia, situado no distrito de Piešťany, na região de Trnava. Tem 24,39 km² de área e sua população em 2018 foi estimada em 2.772 habitantes.

## Demografia
| Ano:        | 1994 | 2004   | 2014   | 2024   |
| ----------- | ---- | ------ | ------ | ------ |
| Broj ljudi: | 2478 | 2658   | 2773   | 2829   |
| Razlika:    |      | +7,26% | +4,32% | +2,01% |

| Ano:               | 2023 | 2024   |
| ------------------ | ---- | ------ |
| Número de pessoas: | 2808 | 2829   |
| Diferença:         |      | +0,74% |